# Leoncio González de Granda
Leoncio González de Granda (Gijón, 12 de septiembre de 1852 - Madrid, 10 de noviembre de 1913) fue un militar y periodista carlista español. Fue el primer oficial del Ejército que se alzó en armas por don Carlos de Borbón y Austria-Este (Carlos VII). Posteriormente colaboró en varios periódicos carlistas durante más de treinta y cinco años.

## Biografía
Hizo la carrera militar, ingresando en el Ejército español el 1 de enero de 1866 en clase de cadete de Infantería. Obtuvo el ascenso a alférez tras participar en septiembre de 1868 en la batalla del puente de Alcolea con el regimiento de Gerona del Ejército realista mandado por el Marqués de Novaliches.
Después de ganar el grado de teniente peleando en Cádiz contra los republicanos los días 5 a 12 de diciembre de 1868, solicitó y obtuvo el pase a la situación de reemplazo, en León.

### Alzamiento carlista de 1869
Tras incorporarse a la causa de Don Carlos, preparó un alzamiento carlista que inició en Redipollos del Puerto el 27 de julio de 1869, al frente de siete hombres, uniéndose al día siguiente con 74 voluntarios a Pedro Balanzátegui, que había sido nombrado comandante general carlista de la provincia de León. Sostuvieron las acciones de Prioro y de Velilla de Guardo, pero perseguidos por numerosas columnas enemigas, quedó al fin disuelta aquella pequeña fuerza carlista, y González de Granda, después de una odisea de persecución y sufrimientos, fue hecho preso por la Guardia Civil, cerca de los baños de Hermida, y conducido a Santander, donde supo el fusilamiento de Pedro Balanzátegui y que el General Prim, ministro de la Guerra, había ordenado por telégrafo que también se fusilase a Granda, quien, conducido de cárcel en cárcel hasta la de León, fue sometido a un consejo de guerra que le condenó a muerte. El pueblo leonés en masa pidió el indulto de aquel joven militar (tenía en aquel momento 18 años), y se le otorgó después de hallarse cinco horas en capilla.

### Guerra de Cuba
Tras su indulto, en diciembre de 1869 fue conducido a la isla de Cuba, en clase de soldado, a bordo de la fragata de guerra Navas de Tolosa. Al desembarcar en La Habana fue encerrado en un calabozo del Castillo de la Cabaña, pero el Conde de Valmaseda, capitán general de la isla, lo destinó a la guerrilla mandada por el entonces capitán Manuel Macías, a cuyas órdenes operó en la trocha del Camagüey, llegando a obtener en seis meses el empleo de alférez de movilizados y dos cruces rojas de la Real Orden del Mérito Militar.
En marzo de 1871, por la batalla de las Guásimas, se le concedió el empleo de alférez del Ejército; en julio del mismo año, el grado de teniente, y habiendo seguido luego de operaciones hasta junio de 1872, fue propuesto para el grado de capitán, obtuvo varias otras cruces rojas de la Real orden del Mérito Militar, y fue declarado dos veces benemérito de la Patria, además de reconocérsele el derecho al uso de la medalla de la primera campaña de Cuba.
En julio de 1872 fue nombrado fiscal militar de Puerto Príncipe, y a fines de enero del año siguiente regresó, por prescripción médica, a la Península, coincidiendo su llegada a Cádiz con la proclamación de la Primera República Española.

### Tercera guerra carlista
Inmediatamente escribió al ministro de la Guerra para que se le diese de baja en el Ejército; se marchó a Gibraltar, y después de atender a la curación de la enfermedad que le había hecho volver de América, ingresó el día 18 de junio de 1873 en el Ejército carlista. Destinado al Estado Mayor de la división de Álava con el empleo de capitán, que ya le había sido concedido en 1869 por el alzamiento con Pedro Balanzátegui en León, fue al poco tiempo nombrado maestro de cadetes, con cuyo motivo organizó una Academia Mililar en Aramayona.
Asistió al sitio de Vergara, a las acciones de Oyón y de Mañeru, a varias escaramuzas en la llanada de Vitoria, y en enero de 1874 se le confirió el mando de la primera compañía del batallón tercero de Castilla, al frente de la cual asistió a las batallas de Somorrostro y de San Pedro Abanto, obteniendo la medalla de Vizcaya.
Cuando se organizó el batallón titulado de Guías del Rey, se dio el mando de su compañía de cadetes (la primera del batallón) al capitán González de Granda, quien, al ascender, cuatro meses más tarde, al empleo de comandante, fue nombrado ayudante de campo y secretario del General Díez de Mogroviejo, comandante general de Castilla.
En diciembre de 1874 le fue conferido el mando del batallón quinto de Castilla (Cazadores de Palencia), el cual reorganizó en Orozco, saliendo con él a operaciones en febrero de 1875. En la batalla de Lácar ganó la placa roja de la Real Orden del Mérito Militar, cubrió las líneas del valle de Mena y mandó en jefe en la victoria carlista de Quincoces (valle de Losa) el día 30 de marzo de 1875.
Asistió, además, a las acciones de Arbolancha y de Carrasquedo (ganando en esta el empleo de teniente coronel) y continuó de operaciones con su batallón hasta que a primeros de febrero de 1876 fue nombrado jefe de Estado Mayor de la división de Vizcaya en reemplazo del brigadier Carlos Costa.
González de Granda asistió con dos batallones vizcaínos a la acción de Abadiano y pocos días después ganó el empleo de coronel, distinguiéndose notablemente en la sangrienta batalla de Elgueta, sostenida contra todo el Ejército liberal, llamado por el capitán general Genaro de Quesada. Se distinguió asimismo en el Consejo presidido por Don Carlos en Besain poco antes de concluir la guerra, y el día 28 de febrero de 1876 emigró a Francia con su jefe inmediato, el comandante general de Vizcaya Fulgencio de Carasa. Permaneció emigrado en Angulema hasta marzo de 1877, regresando después a España.

### Periodista
Dispuesto a continuar la defensa del carlismo por medio de la prensa, fundó en León La Crónica, con la cual sostuvo grandes campañas periodísticas. A fines de 1879 fue llamado a Madrid por los directores de La Fe, Vicente de la Hoz y Antonio Juan de Vildósola, y entró a formar parte de la redacción de dicho diario como encargado de su sección «Disparos al vuelo», que se haría famosa, escribiendo, además, innumerables artículos de política y trabajos militares de gran resonancia.
En 1882 fundó junto con Rafael Balanzátegui El Cabecilla, uno de los semanarios más leídos de su tiempo, y fue director de El Cruzado y Calacuerda, que dieron popularidad al carlismo.
Al cesar La Fe en su publicación en 1891 y refundirse en El Correo Español, pasó a formar parte de la redacción de este otro diario, como redactor militar y político a la vez, siendo muy celebrados, tanto sus artículos militares como la sección de «Política suelta» que le fue encomendada.
Como corresponsal de El Correo Español, cuando los sucesos de Melilla de 1893, realizó una campaña que le valió generales aplausos y por la cual le agració el Gobierno de España con la Encomienda de la Real y Americana Orden de Isabel la Católica, para cuya aceptación se la concedió también Don Carlos.
Recorrió muchas provincias de España en mítines de propaganda carlista junto al orador y diputado a Cortes Juan Vázquez de Mella. Tras publicar una obra titulada Cartilla Militar, fue preso en León en diciembre de 1898 y sometido a un proceso militar como presunto conspirador, del que saldría absuelto tras setenta y tres días de prisión.
El 6 de enero de 1900, fiesta tradicional de la Monarquía Española, Don Carlos le escribió desde su residencia en Venecia ascendiéndolo a Brigadier de los Ejércitos carlistas en prueba de su afecto y de los sufrimientos y leales servicios que había prestado a su causa.
En una ocasión, su compañero de El Correo Español, Miguel Peñaflor, le preguntó: 

— D. Leoncio, y si ahora volviera a encontrarse en el caso del 68, o en el del 73, o en el del 96, cuando quiso llevárselo Martínez Campos a Cuba, ¿qué haría usted?

A lo que Granda respondió: 

— Lo que hice en cada una de las fechas que usted ha citado. De eso no tengo por qué arrepentirme. Y ni me asusta la pobreza, ni aun me desalienta la soledad, porque me considero bien acompañado con mi conciencia.

Falleció en Madrid el 10 de noviembre de 1913 y fue enterrado en el Cementerio de La Almudena.

## Obras
- Cartilla militar para uso de cabos, sargentos y oficiales en campaña (Madrid, 1896)